# Ana Ortiz
Ana Ortiz Calvo (New York, 25 gennaio 1971) è un'attrice statunitense, principalmente nota per il ruolo di Hilda Suarez nella serie televisiva Ugly Betty e per quello di Marisol Suarez in Devious Maids - Panni sporchi a Beverly Hills.

## Biografia
Ana Ortiz è nata a Manhattan, borough di New York, il 25 gennaio del 1971 da padre portoricano e da madre statunitense di origini irlandesi. Ha debuttato professionalmente nella produzione teatrale Dangerous Liaisons. Ha partecipato ad un tour europeo in produzioni teatrali come Hair, Dog Lady and the Cuban Swimmer e References to Salvador Dali Make Me Hot. È apparsa nei telefilm NYPD Blue, E.R. - Medici in prima linea e Over There. Nel 2007 prende parte al film Tortilla Heaven, ma l'attrice è soprattutto nota per il ruolo di Hilda Suarez, la sorella di Betty e madre di Justin in Ugly Betty.
Nel 2008 presta la sua voce per il film d'animazione Batman - Il cavaliere di Gotham.
Dal 2013 interpreta Marisol Suarez, una delle protagoniste nella serie Devious Maids - Panni sporchi a Beverly Hills. Il suo personaggio, che è in realtà una professoressa, inizialmente si finge una domestica per indagare su un omicidio di una cameriera, per conoscere meglio le persone dove lavorava la donna, e per farsi amiche le domestiche del quartiere, amiche della vittima, per scoprire più cose riguardanti lei; tutto questo per provare a scagionare suo figlio, accusato ingiustamente di essere l'assassino.
A novembre del 2013 interpreta Bizzy Preston, in un episodio della serie Revenge.

## Filmografia parziale

### Attrice

#### Cinema
- L'uomo dei miei sogni (Carolina), regia di Marleen Gorris (2003)
- Big Mama - Tale padre, tale figlio (Big Mommas: Like Father, Like Son), regia di John Whitesell (2011)
- Love Is All You Need?, regia di Kim Rocco Shields (2016)

#### Televisione
- NYPD - New York Police Department – serie TV, 2 episodi (2000-2002)
- Kristin – serie TV, 11 episodi (2001)
- Tutti amano Raymond – serie TV, 1 episodio (2001)
- Squadra Med - Il coraggio delle donne serie – TV, 1 episodio (2002)
- E.R. - Medici in prima linea – serie TV, 1 episodio (2002)
- A.U.S.A. – serie TV, 8 episodi (2003)
- Over There – serie TV, 7 episodi (2005)
- Una donna alla Casa Bianca – serie TV (2005)
- Boston Legal – serie TV, 4 episodi (2006)
- La complicata vita di Christine – serie TV, 1 episodio (2006)
- Ugly Betty – serie TV, 84 episodi (2006-2010) – Hilda Suarez
- Army Wives - Conflitti del cuore – serie TV, 1 episodio (2008)
- Incinta o... quasi – film TV (2009)
- Hung - Ragazzo squillo (Hung) – serie TV, 5 episodi (2011)
- Devious Maids - Panni sporchi a Beverly Hills – serie TV, 49 episodi (2013-2016) – Marisol Suarez
- Revenge – serie TV, 1 episodio (2013)
- Le regole del delitto perfetto – serie TV, 1 episodio (2014)
- I Griffin – voce, 1 episodio (2014)
- Black-ish – serie TV, 1 episodio (2014)
- Covert Affairs – serie TV, 1 episodio (2014)
- Royal Pains – serie TV, 1 episodio (2016)
- Whiskey Cavalier - serie TV, (2019)
- Love, Victor - serie TV, (2020-2022)
- Special - serie TV, (2021)
- Undone - serie TV, 2 episodi (2022)

### Doppiatrice
- Batman - Il cavaliere di Gotham (Batman: Gotham Knight), registi vari (2008)
- Ralph spacca Internet (Ralph Breaks the Internet), regia di Phil Johnston e Rich Moore (2018)

## Doppiatrici italiane
Nelle versioni in italiano dei suoi lavori, Ana Ortiz è stata doppiata da:
- Monica Ward in Una donna alla casa bianca, Devious Maids - Panni sporchi a Beverly Hills, Revenge, Le regole del delitto perfetto, Covert Affairs, Royal Pains, Love, Victor
- Francesca Fiorentini in Ugly Betty
- Rossella Acerbo in Boston Legal
- Chiara Colizzi in Big Mama - Tale padre, tale figlio
- Cinzia Villari in Kristin
- Rachele Paolelli in Whiskey Cavalier
- Maura Cenciarelli in Superstore
- Emanuela D'Amico in Special

Da doppiatrice è stata sostituita da:
- Monica Ward in Home - Le avventure di Tip e Oh, Home - A casa per le feste, Undone
- Dania Cericola in Batman - Il cavaliere di Gotham